# Cusco (banda)
Cusco fue una banda alemana de new age, nombrada así por la ciudad peruana de Cuzco. Su música contiene influencias de ritmos de todo el mundo, aunque los que más destacan son los ritmos indígenas mesoamericanos e incas, sonidos de flauta y melodías electroacústicas. La música llena de vitalidad de Cusco es una fusión de estilos modernos y étnicos con influencias de la música clásica y la sensibilidad de la música rock. La mayoría de los instrumentos étnicos más el uso de la tecnología electrónica, dieron al sonido de Cusco una calidad real.
Compuesta por Michael Holm (Lothar Bernhard Walter) y Kristian Schultze. Cusco surge cuando Michael Holm, ya exitoso artista vocal, buscó hacer un homenaje musical a las culturas antiguas. Él y Kristian Schultze, anteriormente miembro de una banda de jazz llamada Passport, compartían intereses musicales e históricos. En 1979, formaron Cusco y lanzaron su primer álbum en 1980 con gran éxito en Japón y Corea. su éxito llegó a los Estados Unidos al firmar con Higher Octave Music, lanzando su primer álbum con ese sello en 1988. Sus álbumes alcanzaron consistentemente picos muy altos en las listas de ventas de música instrumental/new age. Fueron nominados para un premio Grammy en tres oportunidades.
La música de Cusco es frecuentemente usada como música de fondo antes de la exhibición en Epcot antes de IllumiNations: Reflections of Earth, y ha sido usada como música de transición para el popular programa de radio sindical estadounidense Coast to Coast AM, así como varios anuncios de televisión incluyendo un comercial de la cerveza Bud Ice. Además, Cusco compuso y realizó música sinfónica de New Age para el especial de televisión alemán Sielmann 2000. Schultze, hasta su muerte en 2011 residió en Weilheim in Oberbayern, Baviera (Alemania); Holm todavía vive y reside en ese lugar.

## Álbumes
- 1980 - Desert Island
- 1981 - Cusco II
- 1982 - Cool Islands
- 1982 - Planet Voyage
- 1983 - Virgin Islands
- 1984 - Island Cruise
- 1985 - Apurimac
- 1986 - Concierto de Aranjuez
- 1987 - Tales From A Distant Land
- 1989 - Mystic Island
- 1989 - Ring der Delphine
- 1990 - Water Stories
- 1990 - Sielmann 2000 Soundtrack
- 1992 - Cusco 2000
- 1993 - Cusco 2002
- 1993 - Australia
- 1994 - Apurimac II: Return to Ancient America
- 1995 - A Choral Christmas
- 1996 - Ring of the Dolphin
- 1997 - Apurimac III: Nature Spirit Pride
- 2000 - Ancient Journeys: A Vision of the New World
- 2003 - Inner Journeys: Myths and Legends

## Compilaciones
- 1988 - The Magic Sound of Cusco
- 1997 - The Best of Cusco
- 1998 - Best of Cusco: Dreams & Fantasies
- 1999 - The Early Best of Cusco
- 2005 - Essential Cusco: The Journey
- 2008 - The Best of Cusco (Ales)
- 2012 - The Ultimate Cusco Retrospective